# République (métro de Rennes)
Pour les articles homonymes, voir République (homonymie).
République est une station de la ligne A du métro de Rennes, située dans le centre-ville de Rennes dans le département français d'Ille-et-Vilaine en région Bretagne.
Mise en service en 2002, elle a été conçue par les architectes Pierre et Pascal Prunet.
C'est une station, équipée d'ascenseurs, qui est accessible aux personnes à mobilité réduite.

## Situation sur le réseau
Établie en souterrain (tunnel profond) sous la place de la République, la station République est située sur la ligne A, entre les stations Sainte-Anne (en direction de Kennedy) et Charles de Gaulle (en direction de La Poterie) tout en étant très proche géographiquement de la station Saint-Germain de la ligne B.

## Histoire
La station République est mise en service le 15 mars 2002, lors de l'ouverture à l'exploitation de la ligne A. Son nom a pour origine la place de la République, sous laquelle elle se situe. La station est implantée devant la façade nord du palais du Commerce, face au quai Lamartine et son aménagement de surface respecte la symétrie du palais et le nombre d'or utilisé pour tracé le plan de Rennes.
Cet espace était auparavant réservé à des arrêts de bus STAR, désormais situés à proximité de la chaussée voisine, ainsi que sur les rues avoisinantes. Elle est réalisée par les architectes Pierre et Pascal Prunet, qui ont dessiné une station sur deux niveaux : une salle des billets au niveau -1 et les quais au niveau -2. La salle des billets, au niveau -1, dispose d'une surface de 570 m2, et est éclairée par la lumière naturelle via les baies vitrées encadrant les accès.
La construction de la station débute en 1997.
Elle a été la quatrième station atteinte par le tunnelier « Perceval » le 26 juillet 1999 soit 203 jours après son départ de la station Charles de Gaulle. Cette section a été l'une des plus complexes à creuser en raison de nombreux affaissements et arrêts prolongés du tunnelier, le premier 11 jours seulement après son départ de Charles de Gaulle, provoquant l'effondrement de la chaussée du boulevard de la Liberté puis cinq jours plus tard place Honoré-Commereuc à seulement 120 mètres de la station République. Ce second arrêt sera bien plus long puisque le tunnelier ne repartira que le 8 mars. Mais le 16 mars, et après seulement 20 mètres de creusés, il provoque un nouveau trou rue Jules-Simon qui provoquera la colère des riverains. Après un renforcement du sol et plusieurs échecs de redémarrage (de nouveaux trous se formant alors), le tunnelier ne repart que le 1er juillet. Il quittera la station République le 16 août 1999, en direction la station Sainte-Anne, et son passage sous la Vilaine nécessitera de fermer les quais durant quatre jours.
Le gros œuvre est terminé en décembre 2000 ; le second œuvre (sols, plafonds, garde-corps, portes palières, etc.) débute dans la foulée et s'achève en février 2002, en même temps que les aménagements de surface,.
Elle est la station la plus fréquentée de la ligne A, avec un trafic journalier cumulé de près de 97 480 montées et descentes en 2009.
Avec l'ouverture de la ligne B, la station se retrouve à seulement 200 m de Saint-Germain sur cette dernière ; cette situation réside de la volonté de faire desservir les principaux points d'intérêts du centre-ville par les deux lignes afin d'éviter de saturer le tronçon central de la ligne A dont les marges d'augmentation de capacité sont très limitées en raison de l'impossibilité de rallonger les stations sans engager de coûteux et lourds travaux.

## Service des voyageurs

### Accès et accueil
La station dispose de deux accès, répartis sur la partie sud de la place de chaque côté du passage piétonnier sous le palais du commerce :
- Sortie no 1 « rue de Nemours » : côté ouest, comportant un ascenseur et un escalier mécanique en sens montant encadrant le grand escalier central, donnant accès à la salle des billets ;
- Sortie no 2 « rue Maréchal Joffre » : côté est, symétrique au premier.

Toutefois, les ascenseurs desservent l'ensemble des niveaux de la station. La salle des billets est reliée aux quais par deux escalators par quais et par sens, complétant les escaliers.
La station est équipée de distribteurs automatiques de titres de transport et de portillons d'accès couplés à la validation d'un titre de transport, opérationnels à partir du 1er décembre 2020 concomitamment au nouveau système billettique, afin de limiter la fraude. La décision de modification a été confirmée lors du conseil du 30 avril 2015 de Rennes Métropole.

Les accès et les environs la station
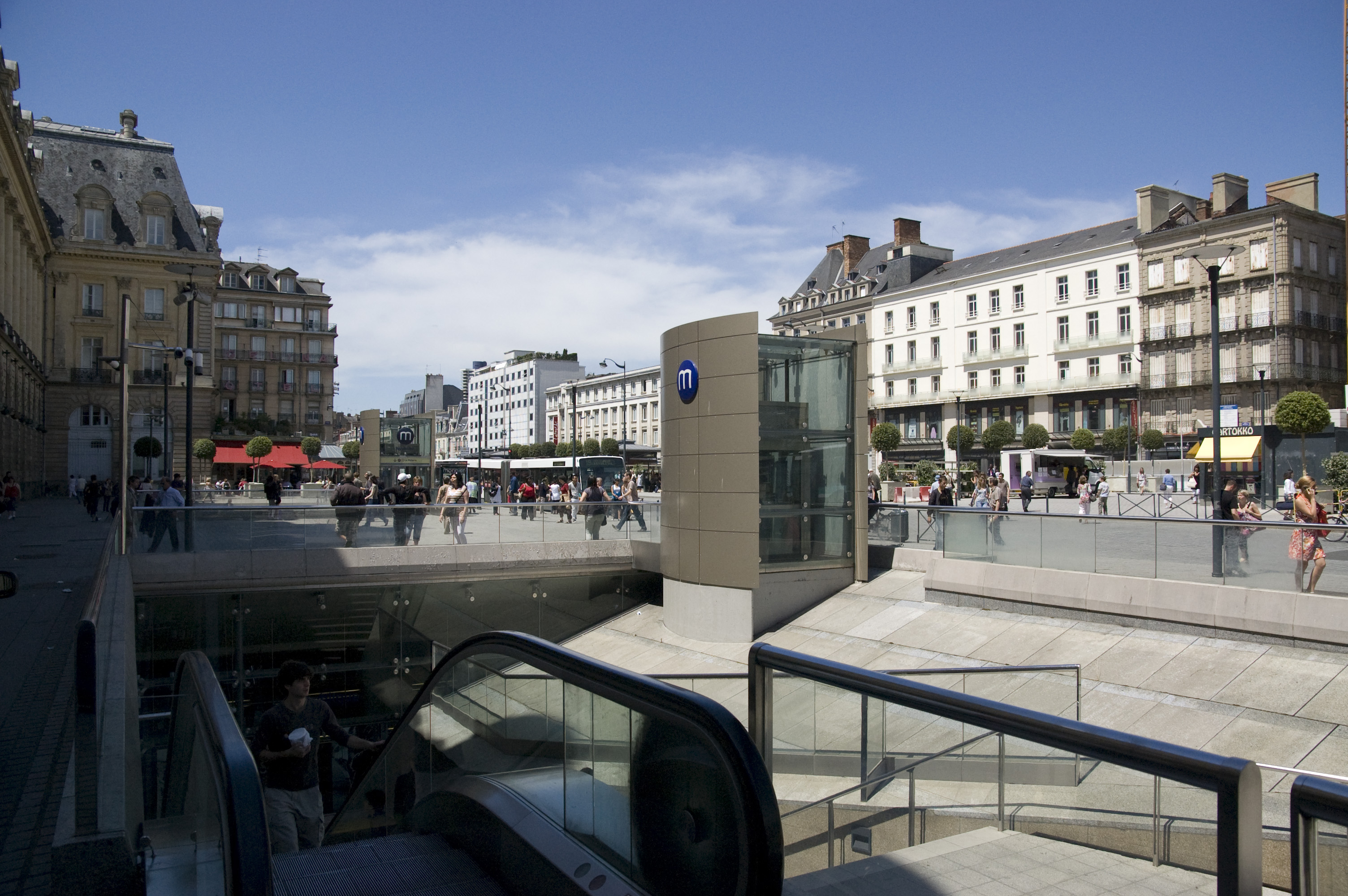
Entrée est.
Station de nuit.
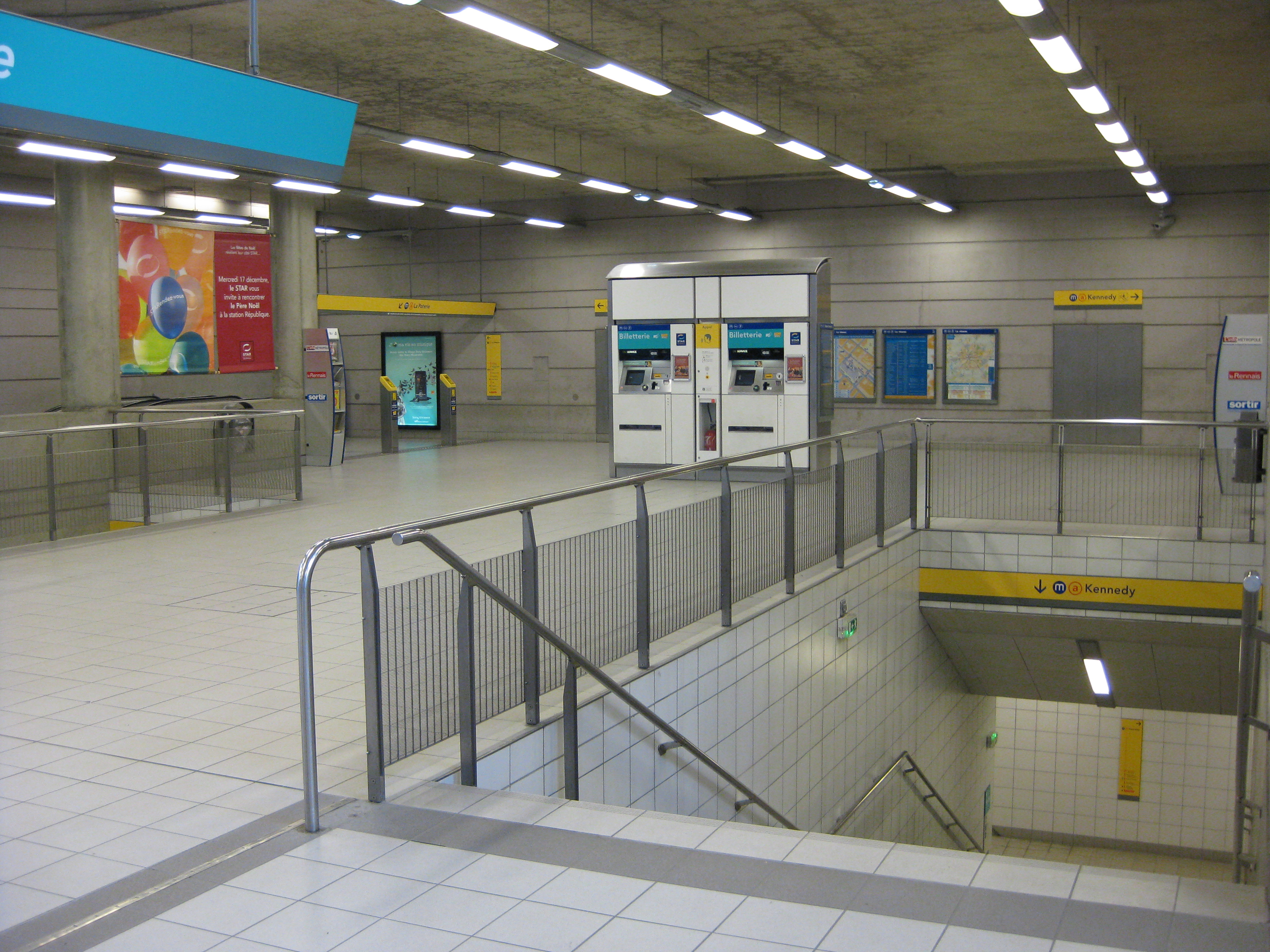
Salle des billets de la station République.
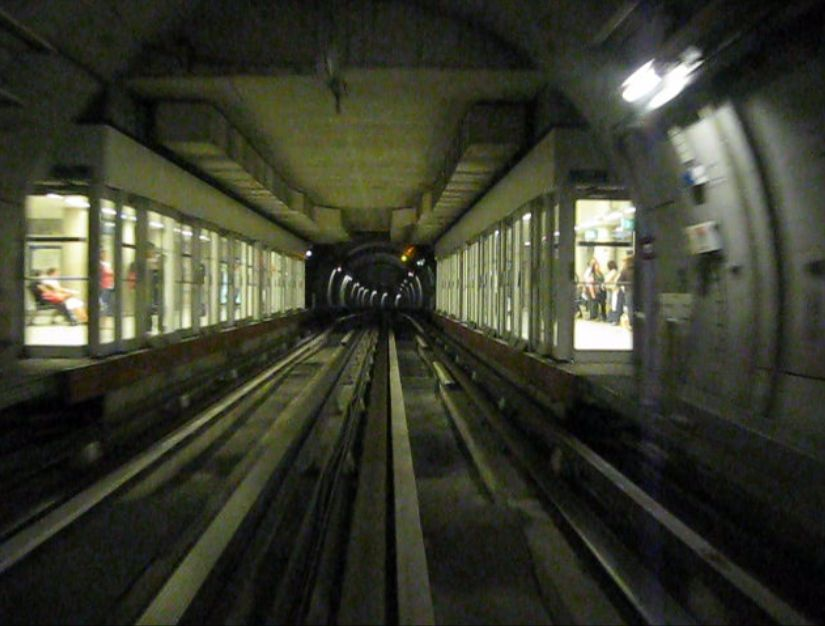
Arrivée à la station République direction La Poterie.
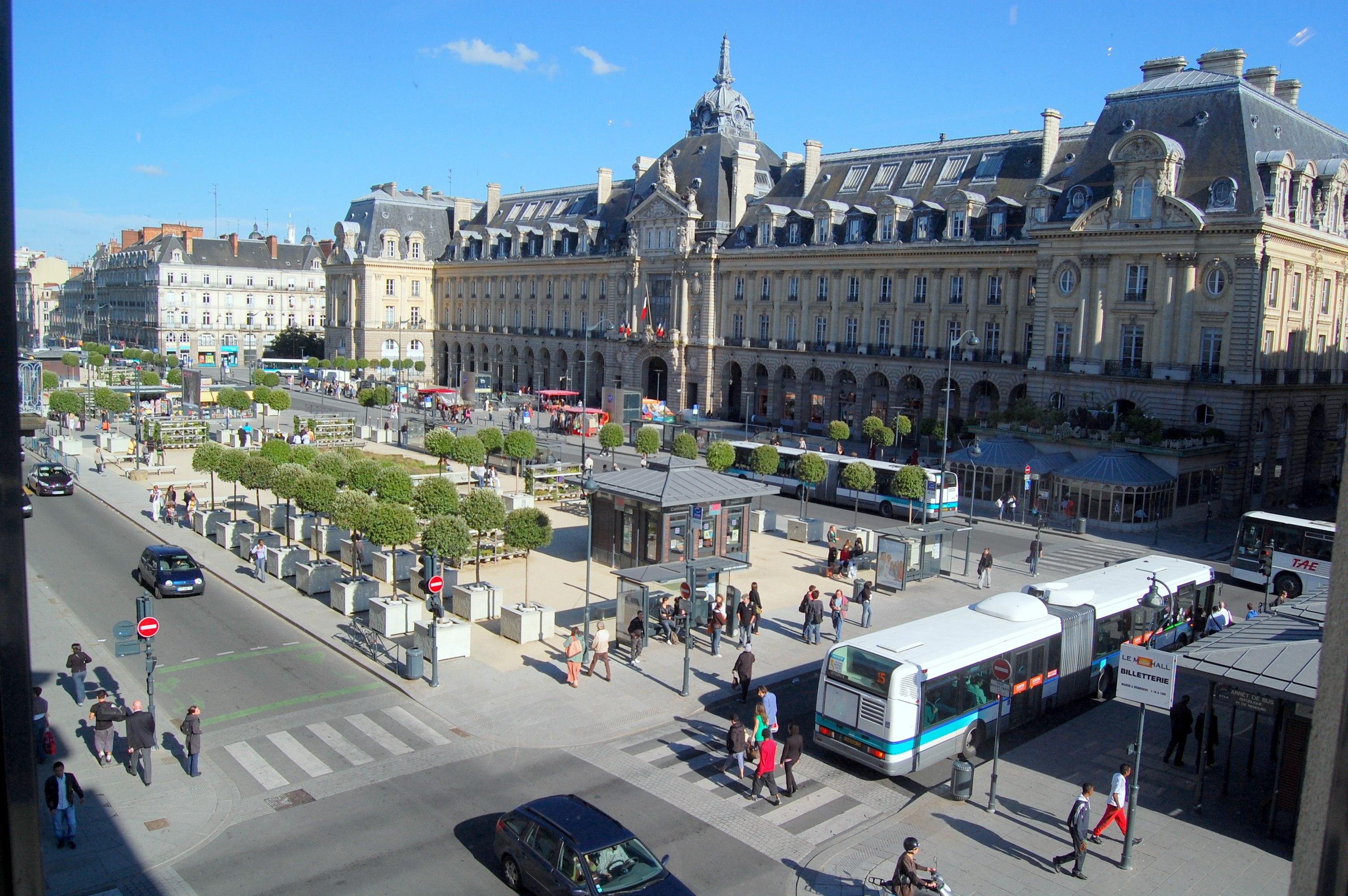
Vue générale de la place de la République.
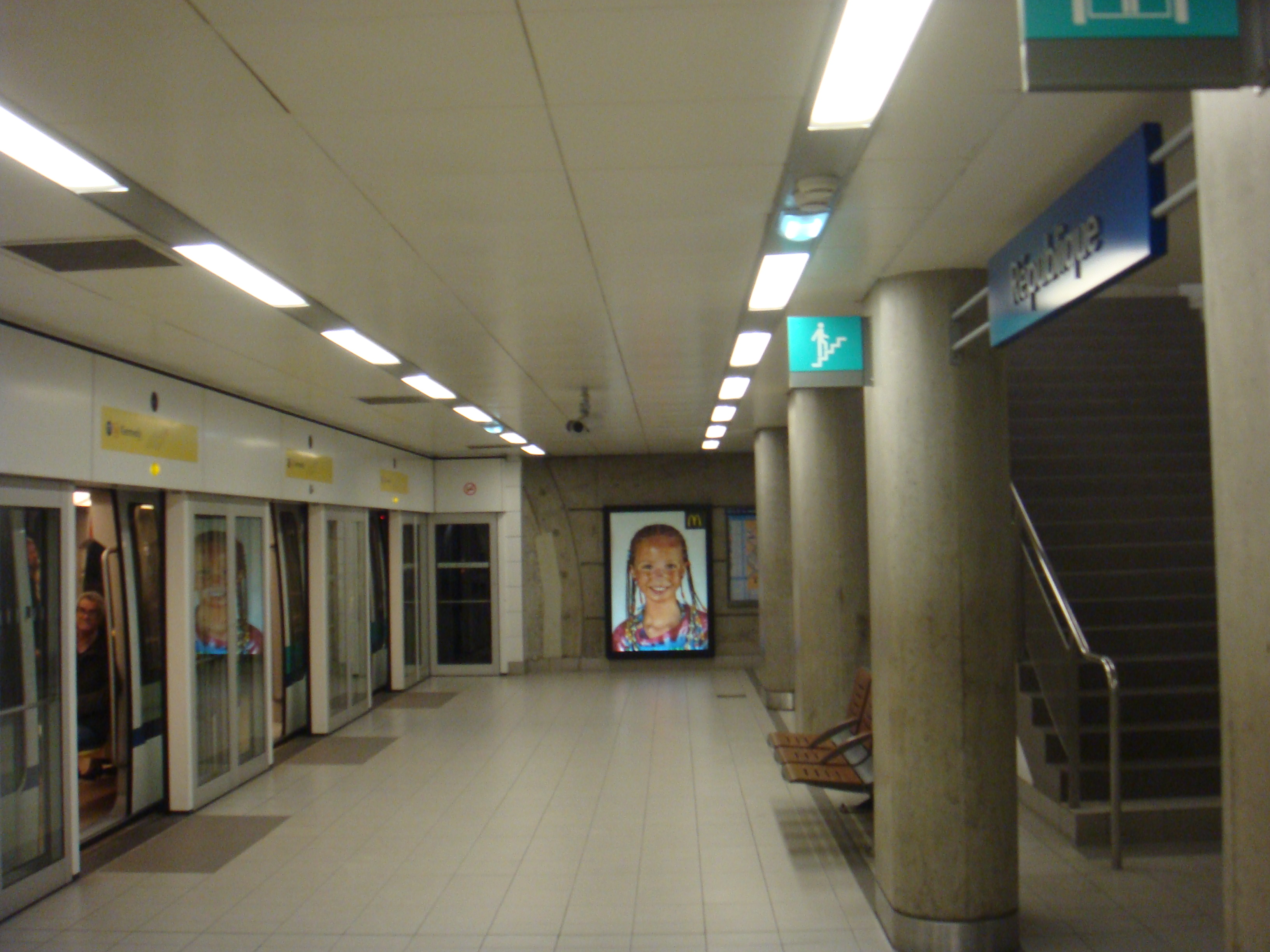
Quais de la station.

### Desserte
République est desservie par les rames qui circulent quotidiennement sur la ligne A, avec une première desserte à 5 h 21 (7 h 31 les dimanches et fêtes) et la dernière desserte à 0 h 39 (1 h plus tard les nuits des jeudis aux vendredis, vendredis aux samedis et des samedis aux dimanches).

### Intermodalité
Des stations STAR, le vélo et Citiz Rennes Métropole existent à proximité de la station,. La station est située à 200 mètres à l'ouest de la station Saint-Germain de la ligne B.
La station étant le point central du réseau, elle est desservie par de très nombreuses lignes de bus, près de 2871 bus et cars transitent chaque jour ici, en 2017, :
- Lignes passant par l'arrêt : C1, C2, C3, C4, C5, C6, 11, 54, 55, 56 et Bus de Stade (pour les services entre le stade et les communes de Rennes Métropole) ;
- Lignes y faisant terminus : Navette centre-ville, 53, 67, 153ex, 154ex, 155ex, 156ex, 167ex, Api'Bus (ligne estivale) et Bus de Stade (pour les services express les soirs de matches au Roazhon Park).

Elle fait office de point de correspondance pour les lignes de l'ouest et de l'est de Rennes Métropole non rabattues sur la ligne B du métro à son ouverture,.
La nuit, la station est le point de départ des lignes N1, N2, N3, N4 et N5 ; en outre, les lignes 507, 512, 519 et 580 des cars régionaux BreizhGo y transitent,. Le nombre de bus transitant quotidiennement par la station devrait diminuer à 2247 d'ici à la mise en service de la 2e ligne de métro en 2022 et au rabattement de lignes métropolitaines en périphérie. Les projets de piétonnisation de la place pourraient faire en sorte que plus aucune ligne n'y marquerait son terminus voire la traverserait.

## Projets
D'ici 2030, la station sera desservie par les lignes T1, T2 et T3 du futur « trambus » de Rennes.

## Archéologie
La station est construite sur l'emplacement exact de l'ancienne cale de Nemours, ou cale du Pré-Botté, construite vers le milieu du XIXe siècle lors de la canalisation de la Vilaine, elle-même à l'emplacement de l'ancien Pont-Neuf datant du XVIIIe siècle,. La cale disparaît lors des travaux de couverture de la Vilaine entrepris au cours des années 1910,. Les fouilles réalisées entre fin 1997 et avril 1998 ont permis de mettre au jour les pieux de fondation de la culée nord et de la pile de l'ancien pont, les restes d'une partie de l'ancienne cale ainsi que les fondations de l'ancienne statue Le Bastard qui ornait la place de la fin du XIXe siècle jusqu'à la seconde Guerre mondiale.

## À proximité
La station dessert notamment :
- la place de la République ;
- le palais du Commerce ;
- l'hôtel de ville ;
- l'opéra ;
- la place de la Mairie ;
- le palais du Parlement de Bretagne.